# Club Deportivo Súper Lo Miranda
El Club Deportivo Súper Lo Miranda fue un club de fútbol de Chile, con sede en la localidad de Lo Miranda, comuna de Doñihue, Región de O'Higgins. Fundado el 10 de agosto de 1980 bajo el auspicio de la empresa Súper Pollo, en 1983 subió a Segunda División al conquistar el campeonato de Tercera. En Segunda llegó a disputar la liguilla de ascenso en 1984, antes de su descenso a comienzos de 1986 y posterior desaparición en 1987.

## Historia
Fue fundado el 10 de agosto de 1980 para competir en el recién creado campeonato de Tercera División bajo el auspicio de la empresa Súper Pollo. En el campeonato de 1983 Súper Lo Miranda superó a Iván Mayo, Independiente y Defensor Casablanca en la liguilla final, por lo que logró el título y el ascenso a Segunda División.
En su debut en el profesionalismo el club llegó a disputar la liguilla de ascenso junto a Curicó Unido, Unión Santa Cruz y Unión La Calera, en donde finalmente se coronó el conjunto cementero.
En 1986 la Asociación Central de Fútbol decretó que todos los equipos que llevaran menos de 2000 personas en promedio por partido como local serían desafiliados del profesionalismo, por lo que Súper Lo Miranda descendió luego de su participación en el Campeonato de Apertura de Segunda División. El club se disolvió finalmente en 1987.

## Datos del club
- Temporadas en 2ª: 2 (1984-1985)
- Temporadas en 3ª: 3 (1981-1983)

## Palmarés

### Torneos nacionales
- Tercera División de Chile (1): 1983